# Georg von Frundsberg

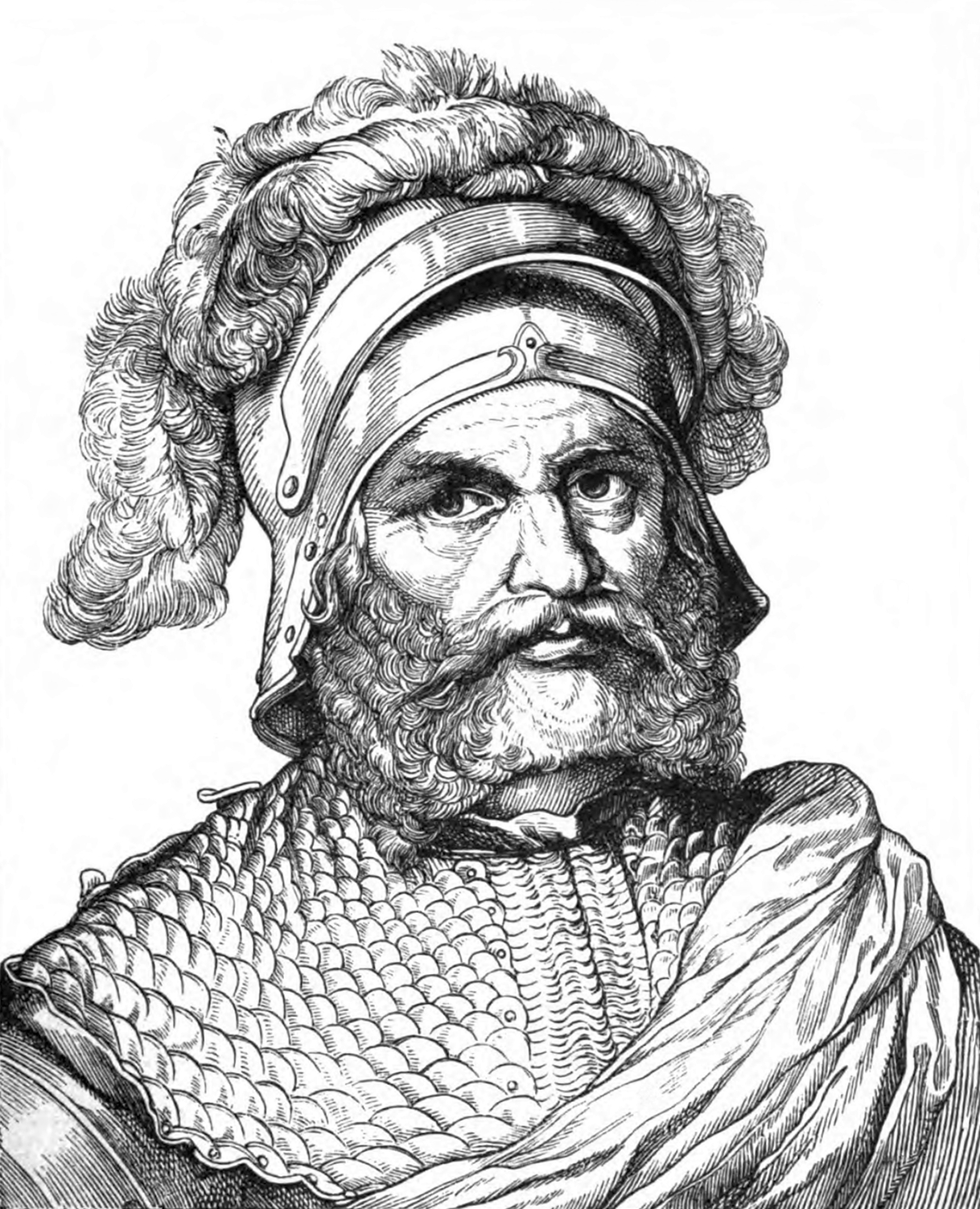
Georg von Frundsberg

Georg von Frundsberg (ur. 24 września 1473 w Mindelheim, zm. 20 sierpnia 1528 w Mindelheim) – niemiecki wojskowy, dowódca wojsk cesarza Maksymiliana I i Karola V.

## Życiorys
W 1499 wziął udział w nieudanej inwazji na Szwajcarię, gdzie armia cesarska została pokonana przez szwajcarskich pikinierów. W tym samym roku wziął udział w kampanii włoskiej, wspomagając oddziały Ludwika Sforzy w walce z Francuzami. Jako doświadczony żołnierz w imieniu cesarza Maksymiliana walczył o jego sukcesję w księstwie Landshut w Bawarii, a następnie w Niderlandach.
Z polecenia cesarza dokonał analizy kosztu utrzymania wojsk zaciężnych (nie zawsze do końca wiernych) i przedstawił pomysł utworzenia narodowej regularnej piechoty, wzorowanej na szwajcarskich pikinierach, znanej odtąd jako landsknechci. Za zgodą cesarza sformował i przeszkolił takie oddziały, wyposażając część z nich w 3-metrowe piki. Na ich czele w 1509 rozgromił wojska weneckie, a w latach 1513–1514 odniósł szereg zwycięstw nad połączonymi wojskami wenecko-francuskimi.
Po powrocie do Niemiec został mianowany głównym naczelnikiem wojsk Ligi Szwabskiej, które pod jego komendą zaprowadziły ład w Wirtembergii. Wraz ze wznowieniem wojny z Francją dokonał skutecznej inwazji na Pikardię (1521), a następnie rozgromił Lombardczyków w 1522, oddając tę ziemię we władanie nowemu cesarzowi Karolowi V. Trzy lata później odegrał niebagatelną rolę w zwycięstwie nad Francuzami pod Pawią.
Wojna chłopska, która ogarnęła Niemcy, zmusiła go do powrotu i podjęcia walki o przywrócenie władzy cesarskiej na objętych buntem terenach. Wobec trudnej sytuacji finansowej Cesarstwa, własnym sumptem wyekwipował armię i wspólnie z Hiszpanami ruszył na Rzym. Choroba zmusiła go jednak do zdania komendy nad wojskiem. Powróciwszy do domu, zmarł 20 sierpnia 1528 w rodzinnym Mindelheim.
Georg von Frundsberg stał się symbolem wierności i wyrzeczeń dla Cesarstwa i Habsburgów, co skrzętnie wykorzystano w III Rzeszy, ukazując go jako wzór patrioty i nadając 10. Dywizji Pancernej SS jego imię. Był jednym z najwybitniejszych dowódców swej epoki, obok takich postaci jak: de Córdoba, Bayard i Gaston de Foix, a na gruncie rodzimym Götz von Berlichingen oraz Florian Geyer.